# Jason Vincent
Jason "Jay" Vincent (Earl Shilton, 20 de febrero de 1972) es un expiloto de motociclismo británico, que compitió en el Campeonato del Mundo de Motociclismo desde 1996 hasta 2003.

## Carrera
Hijo de Chris, que también pilotó en la categoría de sidecar, debutó en el Mundial, que tuvo lugar en 1996 con una wild card para participar en el  Gran Premio de Gran Bretaña de 250cc a bordo de una Honda del equipo Padgetts Motor Cycles. En 1997 debutó, en este caso 500cc, también con el equipo de Padgetts.
Desde 1998 hasta 2002 tuvo una presencia continuada en el Mundial, sin obtener resultados particularmente significativos. Su última aparición se remonta a Gran Premio de Gran Bretaña de 2003, de nuevo gracias a una wildcar, en la que aún logra sumar puntos válidos para el ranking mundial.

## Estadística de carrera
Sistema de puntuación de 1993 en adelante:
| Posición | 1.º | 2.º | 3.º | 4.º | 5.º | 6.º | 7.º | 8.º | 9.º | 10.º | 11.º | 12.º | 13.º | 14.º | 15.º |
| Puntos   | 25  | 20  | 16  | 13  | 11  | 10  | 9   | 8   | 7   | 6    | 5    | 4    | 3    | 2    | 1    |

| Año  | Categoría | Moto            | 1       | 2       | 3       | 4       | 5       | 6       | 7       | 8       | 9       | 10     | 11      | 12      | 13      | 14      | 15      | 16     | Ptos. | Pos. |
| ---- | --------- | --------------- | ------- | ------- | ------- | ------- | ------- | ------- | ------- | ------- | ------- | ------ | ------- | ------- | ------- | ------- | ------- | ------ | ----- | ---- |
| 1996 | 250cc     | Honda           | MAL -   | IND -   | JPN -   | SPA -   | ITA -   | FRA -   | NED -   | GER -   | GBR Ret | AUT -  | CZE -   | IMO -   | CAT -   | BRA -   | AUS -   |        | 0     | -    |
| 1997 | 500cc     | Honda           | MAL -   | JPN -   | SPA -   | ITA -   | AUT -   | FRA -   | NED -   | IMO -   | GER -   | BRA -  | GBR 14  | CZE -   | CAT -   | INA -   | AUS -   |        | 2     | 28.º |
| 1998 | 250cc     | TSR-Honda       | JPN 19  | MAL 14  | SPA Ret | ITA Ret | FRA 10  | MAD 8   | NED 8   | GBR 6   | GER 5   | CZE 7  | IMO 15  | CAT 11  | AUS Ret | ARG -   |         |        | 60    | 13.º |
| 1999 | 250cc     | Honda           | MAL 12  | JPN Ret | SPA 11  | FRA 5   | ITA 7   | CAT Ret | NED 9   | GBR Ret | GER Ret | CZE 9  | IMO Ret | VAL 7   | AUS 12  | RSA 11  | BRA 11  | ARG 12 | 70    | 11.º |
| 2000 | 250cc     | Aprilia         | RSA 9   | MAL 12  | JPN 16  | SPA 12  | FRA Ret | ITA Ret | CAT 19  | NED 19  | GBR 5   | GER 21 | CZE Ret | POR 7   | VAL 9   | BRA 9   | PAC 9   | AUS 8  | 64    | 11.º |
| 2001 | 250cc     | Yamaha          | JPN -   | RSA -   | SPA -   | FRA -   | ITA -   | CAT -   | NED -   | GBR -   | GER -   | CZE 23 | POR 14  | VAL Ret | PAC 22  | AUS Ret | MAL 18  | BRA 20 | 2     | 31.º |
| 2001 | 500cc     | Pulse GP-Yamaha | JPN Ret | RSA -   | SPA 18  | FRA Ret | ITA Ret | CAT 16  | NED Ret | GBR 13  | GER 16  | CZE -  | POR -   | VAL -   | PAC -   | AUS -   | MAL -   | BRA -  | 3     | 26.º |
| 2002 | 250cc     | Honda           | JPN Ret | RSA 12  | SPA 17  | FRA 15  | ITA 15  | CAT 19  | NED 19  | GBR 16  | GER 14  | CZE 12 | POR Ret | BRA Ret | PAC 19  | MAL 14  | AUS Ret | VAL 14 | 16    | 22.º |
| 2003 | 250cc     | Aprilia         | JAP -   | RSA -   | ESP -   | FRA -   | ITA -   | CAT -   | NED -   | GBR 11  | ALE -   | CZE -  | POR -   | RIO -   | PAC -   | MAL -   | AUS -   | VAL -  | 5     | 28.º |

| Color     | Resultado                                                               |
| --------- | ----------------------------------------------------------------------- |
| Oro       | Ganador                                                                 |
| Plata     | 2.ª plaza                                                               |
| Bronce    | 3.ª plaza                                                               |
| Verde     | Finalizó en los puntos                                                  |
| Azul      | Finalizó sin puntos                                                     |
| Azul      | NC - No clasificado                                                     |
| Violeta   | Ret - No terminó (Carrera)                                              |
| Rojo      | DNQ - No se clasificó                                                   |
| Negro     | DSQ - Descalificado                                                     |
| Blanco    | DNS - No empezó (carrera)                                               |
| Blanco    | WD - Retirado (fin de semana)                                           |
| Blanco    | C - Carrera cancelada                                                   |
| Sin color | DNP - Inscrito pero no participó                                        |
| Sin color | INJ - Lesionado                                                         |
| Sin color | EX - Excluido                                                           |
| Estado    | Resultado                                                               |
| Negrita   | Pole position                                                           |
| Cursiva   | Vuelta rápida                                                           |
| †         | Abandona, pero clasifica al completar el porcentaje requerido para ello |